# Lista di ṭuruq
Lista di ṭuruq o confraternite sufi:

## A
- Aâbid
- Adhamiyya
- Adrawiyya
- Agamiyya
- Ahiyya
- Ahl-e Haqq (o Yarsan)
- Ahmadiyya
- Ahmadiyya-Idrisiyya
- Akbariyya
- Akmaliyya (Haqmaliyya)
- Ak Tagh > Naqshbandiyya
- Alamiyya
- Alawiyya (Hadramiyya)
- Alawi (Morocco)
- Aliyallahiyya
- Alwaniyya
- Amariyya
- Amgariyya
- Ansariyya
- Arusiyya
- Ashrafi
- Ashuriyya
- Awhadiyya
- Aydarusiyya
- Azima

## B
- Ba'Alawi
- Ba'Alawi-Atissiyya
- Badawiyya
- Bakka'iyya
- Bayaniyya
- Bayramaniyya
- Bektashi
- Beshara
- Bidariyya
- Blaketeshi
- Buciciyya > Qadiriyya
- Bu'Azzawiyya
- Bunuhiyya
- Burhaniyya
- Bushayshiyya

## C
- Chistiyya
  - Ashrafi
  - Gudra Shahi/Zahuri
  - Habibi
  - Qadiri

## D
- Dahabiyya > Kubrawiyya
- Damardashiyya
- Dandarawiyya
- Darqawiyya
- Dasuqi Burhani > Shadhiliyya
- Dasuqiyya (Dasuqi)
- Debbaba
- Dghoghiyya
- Dhahabiyya > Kubrawiyya
- Dila'iyya

## F
- Fadiliyya > Qadiriyya
- Fidawiyya
- Firdawsiyya

## G
- Galibi Order
- Gadiriyya
- Ghaziyya
- Gnawa
- Gudfiyya
- Gudra Shahi/Zahuri > Chishtiyya
- Gülsheni (Gulshani)

## H
- Habashiyya
- Habibi > Chishtiyya
- Hadarat
- Haddadiyya
- Hadefiste > Tijaniyya
- Haksariyya
- Halveti - Halwatiyya - Khalwatiyya
- Halwatiyya- Khalwatiyya - Jalwatiyya
- Hamadisha
- Hamallayya > Tijaniyya
- Hamdawa
- Hammadaniyya > Kubrawiyya
- Hanassa
- Hansaliyya
- Haqqani > Naqshbandiyya
- Harbiyya
- Haririyya
- Harqawa
- Hayatiyya
- Haydariyya
- Heddawa (Drabliyya)
- Hindiyya
- Hmadsa
- Hurufiyya

## I
- Idrisiyya
- Ishqiyya
- 'Isawa
- 'Isawiyya

## J
- Ja'fariyya
- Jahriyya > Naqshbandiyya
- Jalwatiyya > Khalwatiyya
- Jazuliyya
- Jerrahiyya > Khalwatiyya
- Jilaliyya
- Junaydiyya

## K
- Kaftâriyya
- Kara Tagh > Naqshbandiyya
- Kaylaniyya
- Kazaruniyya
- Kaznazaniyya
- Kebdana
- Kerzaziyya
- Kettaniyya
- Khajagan > Naqshbandiyya
- Khaksar
- Khalididiyya > Naqshbandiyya
- Khalwatiyya
  - Jalwatiyya(Jelveti)
  - Jerrahiyya
  - Sammaniyya
  - Khalidi
- Khatmiyya
- Khidriyya > Sanussiyya
- Khufiyya > Naqshbandiyya
- Kizilbash > Safawiyya
- Kubrawiyya
  - Dhahabiyya
  - Hammadaniyya

## M
- Madariyya
- Majdhubiyya
- Malamatiyya
- Malamiyya
- Marufi > Rifa'iyya
- Maryamiyya
- Mazhariyya
- Mdgoriyya
- Mawlawiyya
- Mirghaniyya
- Mujaddidiyya > Naqshbandiyya
- Muridiyya

## N
- Naqshbandiyya
  - Ak Tagh
  - Haqqani
  - Jahriyya
  - Kara Tagh
  - Khajagan
  - Khalidiyya
  - Khufiyya
  - Mujaddidiyya
  - Uwaïsi
- Nassiriyya
- Nasuhi
- Nimatullahi
- Ni'matullahi Safi Ali Shah
- Nisbat-e-Rasuli
- Nuriyya
- Nuraniyya
- Nurbakshiyya

## O
- Omariyya > Tijaniyya
- Oveyssi > Kubrawiyya, Nimatullahi, Nurbakhshi, Marufi, Zahabieh

## Q
- Qadieiyya
- Qadiriyya
  - Buciciyya (riforma della Qadiriyya)
- Qalandariyya

## R
- Rabi'isiya([Qadiriya)]
- Radawiyya
- Rahalla (Rahalliyya)
- Rahmaniyya
- Rajabiyya
- Ramadhaniyya
- Rashidiyya
- Regraga
- Rifa'iyya

## S
- Sa'diyya
- Sadiqiyya
- Safawiyya
- Saharàwa
- Sahliyya
- Salihiyya
- Sammaniyya > Khalwatiyya
- Sanussiyya
  - Khidriyya
- Sa'udiyya
- Shadhiliyya
  - Dasuqi Burhani
- Shahawiyya
- Shamsiyya
- Shangitiyya
- Sharnubiyya
- Sarwariyya > Qadiriyya
- Shattariyya
- Shaykhiyya
- Shadhiliyya
- Shadhiliyya- ‘Alawiyya-Isma‘iliyya
- Sherqawa
- Sidiyya > Qadiriyya
- Siddiqiyya
- Suhrawardiyya
- Summadiyya > Qadiriyya
- Syattariyya

## T
- Tabba'iyya
- Tahtaji
- Taybiyya
- Tayfuriyya
- Taziyya
- Thama
- Tijaniyya
  - Hadefista
  - Hamallayya
  - Omariyya
- Toradiyya

## U
- 'Uluwiyya
- Uwaysy > Naqshbandiyya

## W
- Wahidiyya
- Wazzaniyya

## Y
- Yashrutiyya
- Yasawiyya (Yeseviyya)
- Yezidi
- Yunusiyya
- Yusufiyya

## Z
- Zaruqiyya
- Zahediyya
- Zayniyya
- Ziyaniyya